# Marek Čiliak
Marek Čiliak (2. dubna 1990 Zvolen) je slovenský hokejový brankář, hrající za český klub RI Okna Berani Zlín.

## Sportovní kariéra
Odchovanec zvolenského hokeje odehrál v první sezóně doma (2004/2005) za starší dorost jen 1 zápas. Poté šel do Brna, kde odchytal dvě sezóny za starší dorost a jednu za juniory. Poté se vrátil zpět domů do Zvolena, kde odchytal další dvě sezóny. Do Brna se opět vrátil v sezóně 2007/2008 (ještě v téže sezóně byl nominován poprvé do reprezentace) a vydržel zde až do sezóny 2009/2010. Od sezóny 2009/2010 chytal za HC Dukla Senica (2. slovenská liga), HK Orange 20 a za HK Nitra. Také si zachytal mezinárodní ligu EBEL za Orli Znojmo.
Debutu v A-Teamu HC Kometa Brno se dočkal v sezóně 2013/2014. Spolupracoval se zkušeným Jiřím Trvajem a získal stříbrné medaile za druhé místo v extralize. Také v následující sezóně byl členem týmu Komety, který získal třetí místo v extralize. V sezóně 2016/2017 pomohl vychytat Kometě Brno po 51 letech dvanáctý titul. V následující sezóně 2017/2018 pomohl Brnu titul obhájit.
Dne 30. května 2018 potvrdil, že jeho nový tým bude HC Slovan Bratislava. Na přelomu ledna a února 2019 se však Čiliak z bratislavského Slovanu, jenž v Kontinentální hokejové lize, kterou hraje, neměl šanci na postup do zápasů o titul, vrátil zpět do Brna.
V sezoně 2020/2021 se stal nejvýraznější posilou nováčka hokejové české extraligy HC Madeta Motor České Budějovice. Uzavřel s týmem smlouvu na 3 roky ale nakonec z toho byla pouze 1 sezona. Přišel na přestup z týmu HC Kometa Brno kde neměl jistou pozici jedničky v týmu. Zde měl být jasnou jedničkou ale nakonec své kvality nepotvrdil a předčil jej místní odchovanec Jiří Patera a po jeho odchodu do zámoří v závěru sezony i týmová trojka Jan Strmeň, který sezonu v týmu nováčka dochytal. Tato sezona byla asi nejméně povedená v jeho dosavadní kariéře. HC Madeta Motor České Budějovice v této sezoně skončil beznadějně poslední a jen díky nesestupovosti si uchoval extraligovou příslušnost i do příští sezony 2021/2022.
Od sezóny 2021/2022 hraje za slovenský klub HK Poprad.